# Live at the Astoria
Live at the Astoria är en video av det brittiska bandet Radiohead, inspelad under en konsert vid London Astoria den 27 maj 1994, och utgiven på VHS i mars 1995 och på DVD i november 2005.

## Låtlista
1. "You" (3:48)
2. "Bones" (3:08)
3. "Ripcord" (3:17)
4. "Black Star" (3:44)
5. "Creep" (4:10)
6. "The Bends" (3:56)
7. "My Iron Lung" (5:06)
8. "Prove Yourself" (2:24)
9. "Maquiladora" (3:16)
10. "Vegetable" (3:14)
11. "Fake Plastic Trees" (4:29)
12. "Just" (3:43)
13. "Stop Whispering" (5:16)
14. "Anyone Can Play Guitar" (4:16)
15. "Street Spirit (Fade Out)" (4:24)
16. "Pop Is Dead" (2:22)
17. "Blow Out" (6:14)

## Medverkande
- Thom Yorke - sång, gitarr
- Jonny Greenwood - gitarr
- Colin Greenwood - elbas
- Ed O'Brien - gitarr, bakgrundssång
- Phil Selway - trummor
- Jim Warren - mixning
- Brett Turnbull - regissör
- Sarah Bayliss  - producent
- Stanley Donwood & The White Chocolate Farm - konstverk